# Calymmatium notorrhizum
Calymmatium notorrhizum är en korsblommig växtart som först beskrevs av Alexander Gilli, och fick sitt nu gällande namn av Viktor Petrovitj Botjantsev. Calymmatium notorrhizum ingår i släktet Calymmatium och familjen korsblommiga växter. Inga underarter finns listade i Catalogue of Life.